# 1992年夏季残疾人奥林匹克运动会芬兰代表团
1992年夏季残疾人奥林匹克运动会芬兰代表团是芬兰派出的1992年夏季残疾人奥林匹克运动会代表团。获得8枚金牌、6枚银牌和11枚铜牌。